# 팀닛 게브루

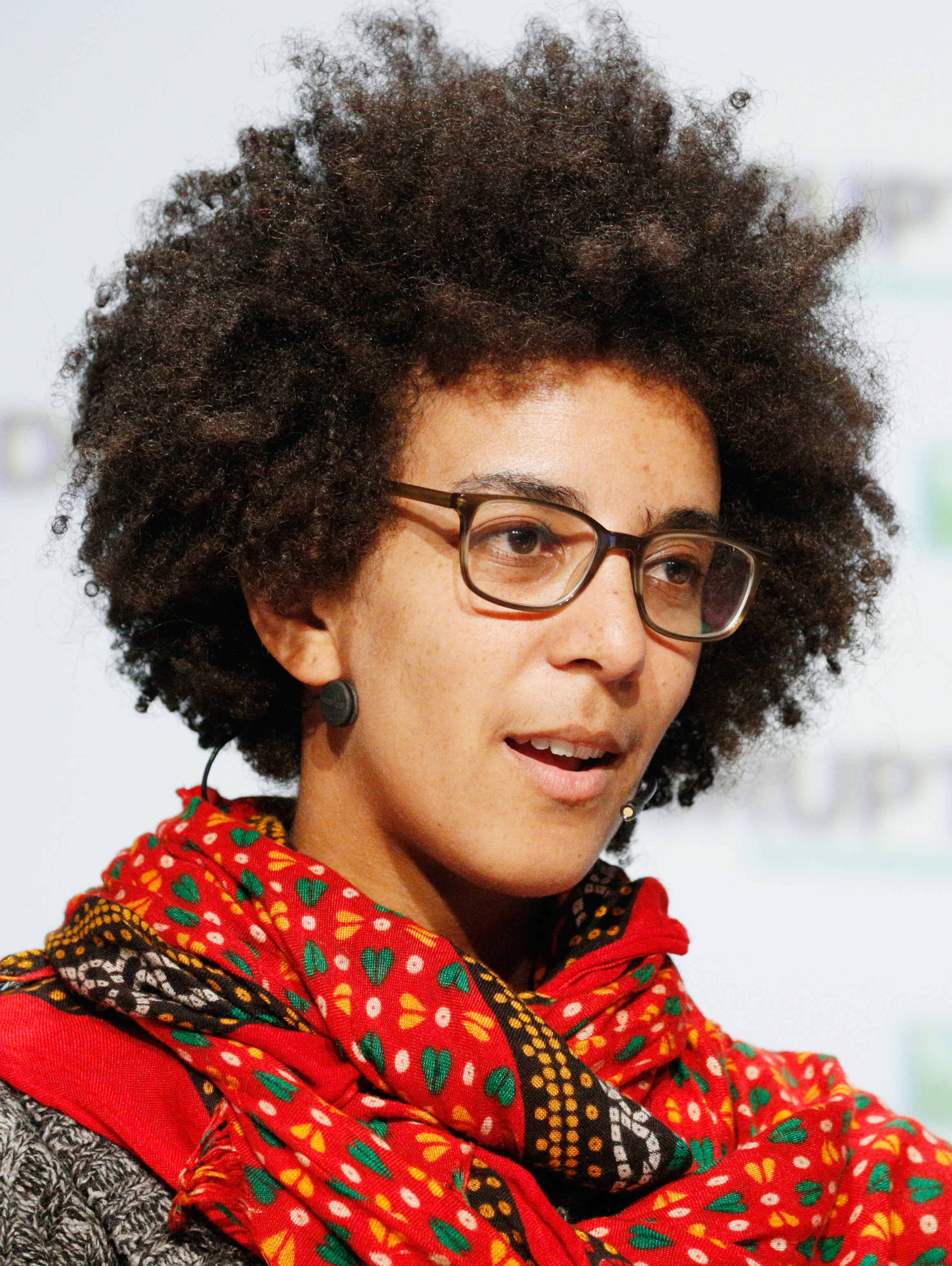

팀닛 게브루(Timnit Gebru, 암하라어 및 티그리냐어: ትምኒት ገብሩ; 1982/1983)는 에리트레아 에티오피아 태생의 컴퓨터 과학자로 인공지능(AI), 알고리즘 편향 및 데이터 마이닝 분야에서 일하고 있다. AI 개발 및 연구에서 더 많은 흑인 역할을 추진하는 옹호 단체인 블랙 인 AI의 공동 창립자이다. 분산 인공 지능 연구소(DAIR)의 창립자이다.
2020년 12월, 게브루가 윤리적 인공 지능 팀의 기술 공동 책임자였던 구글을 떠나는 성격에 대한 공개 논란이 일어났다. 게브루는 5명의 공동 저자(그 중 4명은 역시 구글 출신)와 함께 확률적 앵무새 역할을 하는 LLM(대형 언어 모델)의 위험에 관한 논문을 작성하고 출판을 위해 제출했다. 구글 경영진은 해당 논문이 최근 연구를 무시했다고 주장하면서 게브루에게 논문을 철회하거나 구글에 고용된 모든 저자의 이름을 삭제하라고 요청했다. 게브루는 설명을 요청하고 구글이 거부하면 "마지막 데이트"에 대해 관리자에게 이야기하겠다고 말했다. 구글은 그녀의 사임을 수락한다고 밝히며 즉시 고용을 종료했다. 게브루는 자신이 공식적으로 사임을 제안한 것이 아니라 위협만 했다고 주장했다.
게브루는 인공 지능 윤리 분야의 전문 지식으로 널리 인정받았다. 포춘 (잡지)이 선정한 세계 최고의 리더 50인 중 한 명으로 선정되었으며, 2021년에는 과학을 발전시킨 네이처의 10인 중 한 명, 2022년에는 타임 (잡지)의 가장 영향력 있는 인물 중 한 명으로 선정되었다.